# Subisław II de Poméranie
Subislaw II de Poméranie (en polonais Subisław II Gdański), appelé aussi Sobieslaw II de Poméranie (Sobiesław II Gdański), est décédé entre 1217 et 1223.
Subislaw est le fils Sambor Ier de Poméranie. Lorsque son père meurt, il ne lui succède pas. Ladislas III aux Jambes Grêles désigne son oncle Mestwin comme palatin de la Poméranie orientale.
Selon l'obituaire d’Oliwa, Subislaw II de Poméranie est décédé le 28 décembre 1217. Cette date est peu crédible vu que la source date du XIVe siècle. Les différents documents des monastères de la région permettent de dater la mort de Subislaw entre 1217 et 1223.

## Sources
- (pl) Cet article est partiellement ou en totalité issu de l’article de Wikipédia en polonais intitulé « Sobiesław II gdański » (voir la liste des auteurs).